# Mauro Rosales
Mauro Damian Rosales, argentinski nogometaš, * 24. februar 1981, Villa María, Argentina.
Sodeloval je na nogometnemu delu poletnih olimpijskih iger leta 2004.